# Агрессивность грунтов
Агрессивность грунтов (от лат. aggredior, aggressus — нападать, нападение) — в инженерной геологии рассматривается в двух аспектах: в широком под ней понимают негативное влияние грунтов на компоненты природно-технических систем, вызывающее их разрушение; в узком смысле — негативное химическое, биотическое и физико-химическое влияние грунтов на строительные материалы инженерного сооружения, приводящее к их разрушению. В этом случае выделяют, соответственно, химическую, биологическую и физико-химическую агрессивность грунтов.
Агрессивность влажных грунтов в первую очередь зависит от состава и концентрации в них растворимых солей. При этом агрессивным является поровый раствор, а разрушение конструкций протекает по механизму процессов их разрушения в жидкости. С инженерно-геологической точки зрения наиболее важны два типа агрессивности растворов: 1) по отношению к бетону (цементному камню); 2) по отношению к металлам.
Агрессивность подземных вод по отношению к бетонным сооружениям регламентируется различными нормативными документами, в том числе СНиП 2.03.11-85.
Согласно В. М. Москвину (1980) выделяется три основных вида разрушения (коррозии) бетона. К первому виду относятся процессы, обусловленные растворением компонентов цементного камня. Они вызываются последовательным выщелачиванием из цемента сначала наиболее растворимого минерала — портландита (Ca(OH)2), а затем — гидросиликатов и гидроалюминатов. Ко второму виду относят процессы, при которых происходят хим. взаимодействия; образующиеся продукты реакции либо легко растворимы и выносятся из бетона, либо отлагаются в виде аморфной массы. Наиболее распространённый вид этой коррозии — коррозия под влиянием углекислых вод (углекислотная агрессивность), вызывающих разрушение карбонатной плёнки бетонов. В приморских районах широко распространена магнезиальная агрессивность. Она вызывается солями (как правило, сульфатами и хлоридами) магния, вступающими в обменную реакцию с портландитом, при которой гидроксид магния выпадает в осадок в порах и трещинах бетонной конструкции, а соли кальция выносятся раствором. К коррозии второго рода приводят также кислотные и щелочные растворы. Третий вид коррозии бетона включает процессы, при развитии которых в порах бетона происходит накопление и кристаллизация продуктов реакции с увеличением объёма твердой фазы. Они создают внутренние напряжения, ведущие к разрушению бетона (например, сульфатная агрессивность).
Агрессивность грунтов по отношению к металлам рассматривается отдельно в связи с коррозионными свойствами грунтов.